# Plaza de la Leña
La plaza de la Leña es una pintoresca plaza medieval situada en el corazón del casco antiguo de la ciudad española de Pontevedra. Es la plaza medieval más típica del centro histórico y de Galicia.

## Origen del nombre
La plaza debe su nombre a la actividad comercial que en ella se desarrollaba en el pasado: se vendía leña y piñas para abastecer los hornos de las cocinas, las chimeneas y los antiguos sistemas de calefacción de las casas de la ciudad.

## Historia
La plaza de la Leña era conocida desde la Baja Edad Media como Eirado o Eiradiño en el siglo XV. Esta plaza albergaba un mercado al que acudían los habitantes de los pueblos vecinos para vender la leña que iba a servir de combustible para las cocinas y casas de la villa intramuros. Aquí se reunían los arrieros de los alrededores con sus carros llenos de leña y las campesinas con sus haces de ramitas y cestas de piñas.
Este mercado tenía lugar todos los días, siendo el lunes el día más importante, ya que era el día en que llegaban a la ciudad carros cargados de leña de roble, que los panaderos apreciaban mucho para alimentar sus hornos. La plaza pasó a ser conocida como Eirado en 1635.
La plaza fue rediseñada y ampliada en el siglo XVIII, cuando se construyeron los dos grandes pazos del lado este, el Pazo de Castro Monteagudo y el Pazo de García Flórez. En 1854 adquirió el nombre de Eiradiño da Leña, cuando se trasladaron a la plaza las vendedoras de leña que hasta entonces se situaban detrás del convento de San Francisco. En 1931 se denominó plaza de Jaime Vera pero recobró su designación oficial de Eiradiño da Leña en 1950.
El crucero gótico de granito del siglo XV situado en el centro de la plaza fue colocado allí hacia 1941 a petición de Castelao. El crucero, que estaba roto en varios trozos, fue restaurado temporalmente por Castelao para su obra As cruces de pedra na Galiza.
La plaza recuperó su antiguo uso peatonal el 7 de abril de 1990.
En 1998 se rodaron en la plaza varias escenas de la película de José Luis Cuerda La lengua de las mariposas.

## Descripción
Es una de las plazas más pequeñas del casco histórico y la plaza medieval más pintoresca de la región. Representa la típica plaza medieval de Galicia. Destacados artistas han realizado innumerables dibujos, grabados, acuarelas y óleos de ella y ha sido fuente de inspiración de escritores y poetas como Cándido Viñas Calvo.
La plaza tiene forma rectangular irregular. En el centro de la plaza se encuentra un crucero de granito del siglo XVI procedente de Caldas de Reyes. El crucero se compone de una plataforma escalonada de tres niveles, un basamento cúbico con aristas suavemente chaflanadas, y un soporte vertical formado por un fuste cilíndrico sin basa, rematado con un capitel de forma cúbica y adornado con detalles verticales. En la parte superior, se encuentra una cruz, en cuyo lado principal figura Cristo crucificado, mientras que en el reverso aparece la Virgen de pie, con el Niño Jesús en brazos.

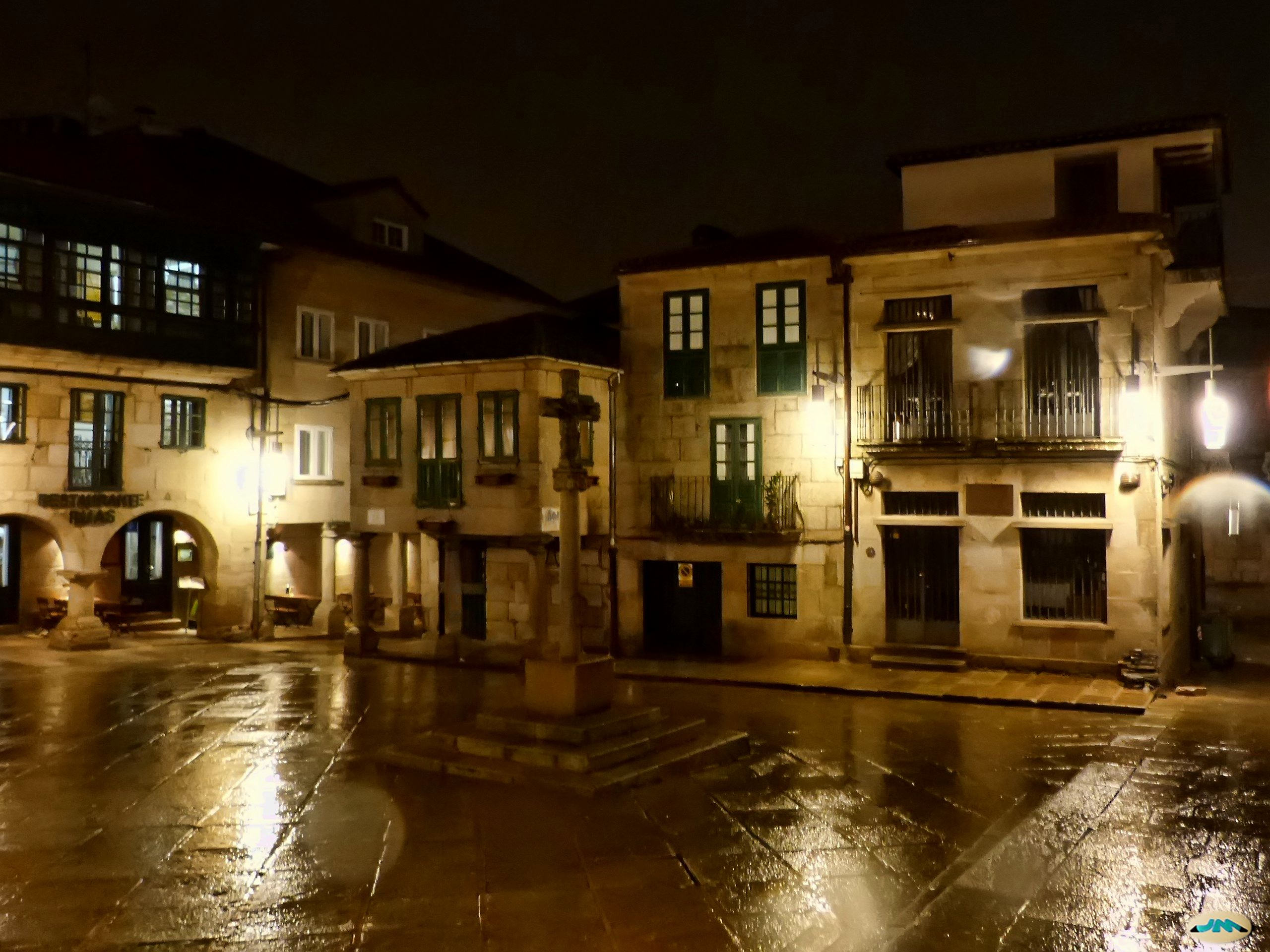
Vista de noche

En la plaza confluyen las calles Pasantería y Figueroa. En el lado este de la plaza se encuentran los pazos García Flórez y Castro Monteagudo, barrocos del siglo XVIII (hoy parte del Museo de Pontevedra) unidos por una especie de puente con arco de granito. En los lados norte, sur y oeste hay casas populares gallegas con arcadas y galerías de madera en los lados oeste y sur y balcones decorados con flores en los lados norte y sur. Los pisos superiores se destinaron en su día a viviendas. La altura de las casas varía entre una y dos plantas.

## Edificios destacados
En el lado sureste, el pazo barroco Castro Monteagudo, de 1760, destaca por su balcón sostenido por grandes modillones, y el pazo García Flórez, en el lado noreste, sobresale por su enorme escudo de piedra con un gran yelmo y por las estatuas de piedra en las esquinas del tejado que representan la esperanza y la fortaleza.
La planta baja del pazo de Castro Monteagudo ha tenido diferentes usos a lo largo de los siglos, por ejemplo como restaurante o tienda (como fue el caso de la tienda La Imperial). El restaurante La Flor estuvo ubicado en este pazo durante los primeros años del siglo XX. La escuela de niños estaba situada en la primera planta. El edificio se abrió al público como parte del Museo de Pontevedra el 10 de agosto de 1929.
El pazo de García Flórez fue sede de la Escuela Normal de Magisterio de 1881 a 1930. Fue inaugurado como museo el 15 de agosto de 1943.
Las casas de arquitectura popular de la plaza fueron construidas en el siglo XVIII, cuando se reurbanizó la plaza.

## Cultura
Actualmente, la plaza está dedicada a la hostelería y está ocupada en parte por las mesas de los restaurantes de los alrededores.
En 2006, el chef vasco Iñaki Bretal abrió su restaurante O Eirado da Leña en una de las casas de la plaza y en 2009 el restaurante Loaira en otra de las casas. El restaurante O Eirado fue galardonado con una estrella Michelin en 2020.

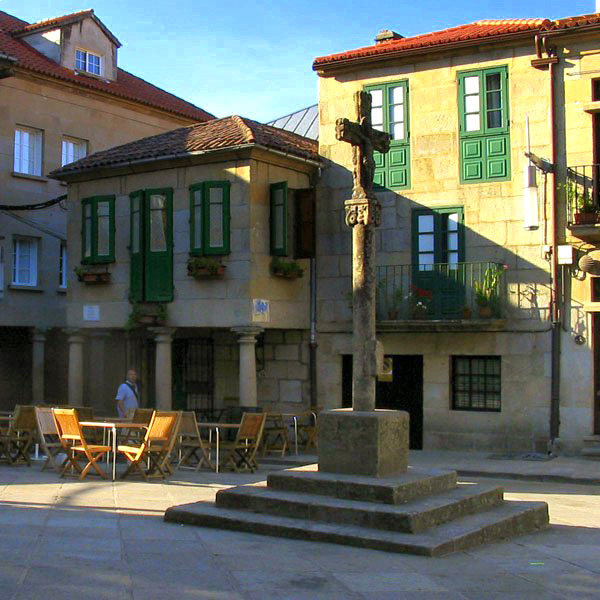
Crucero
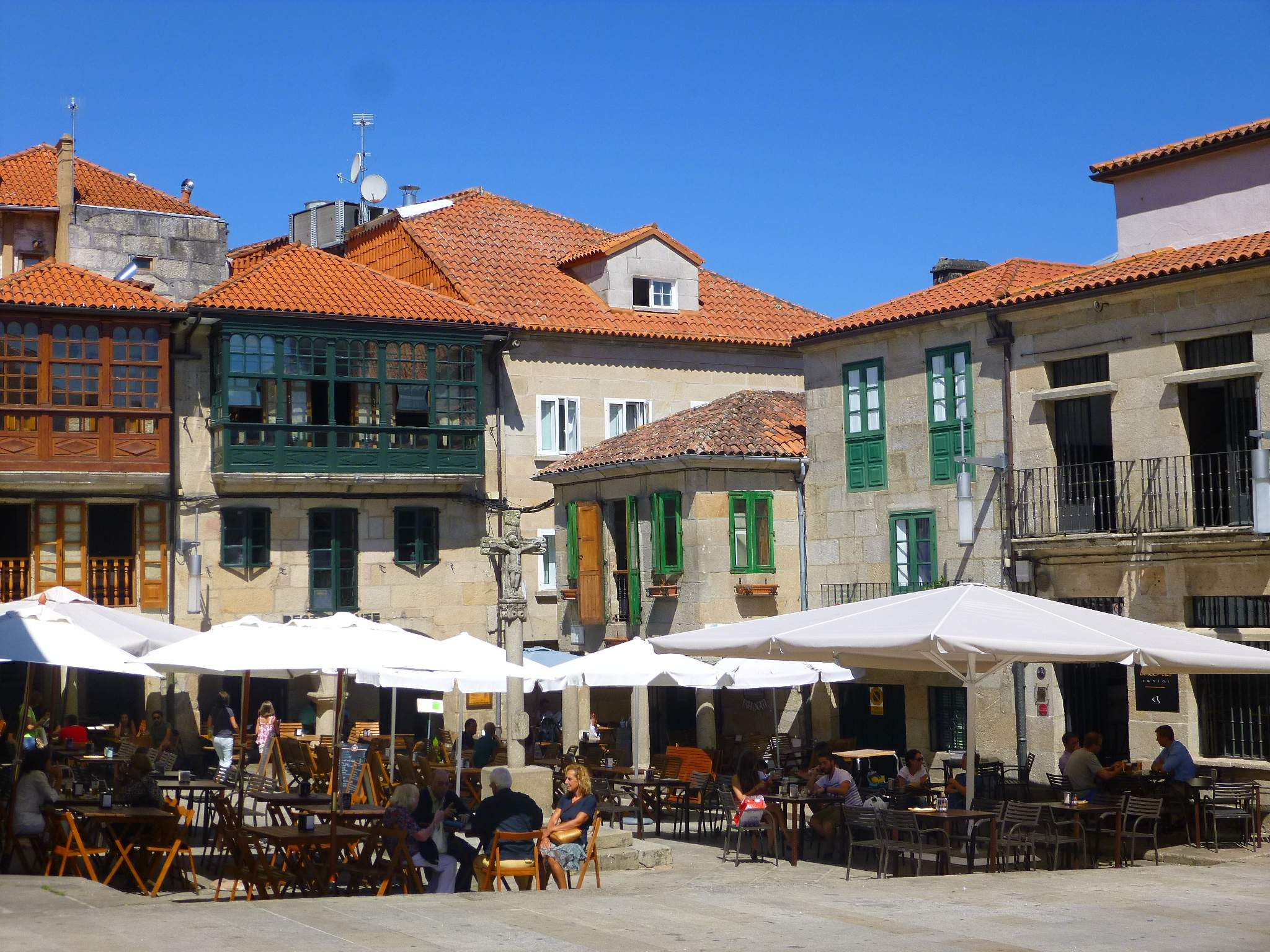
Terrazas
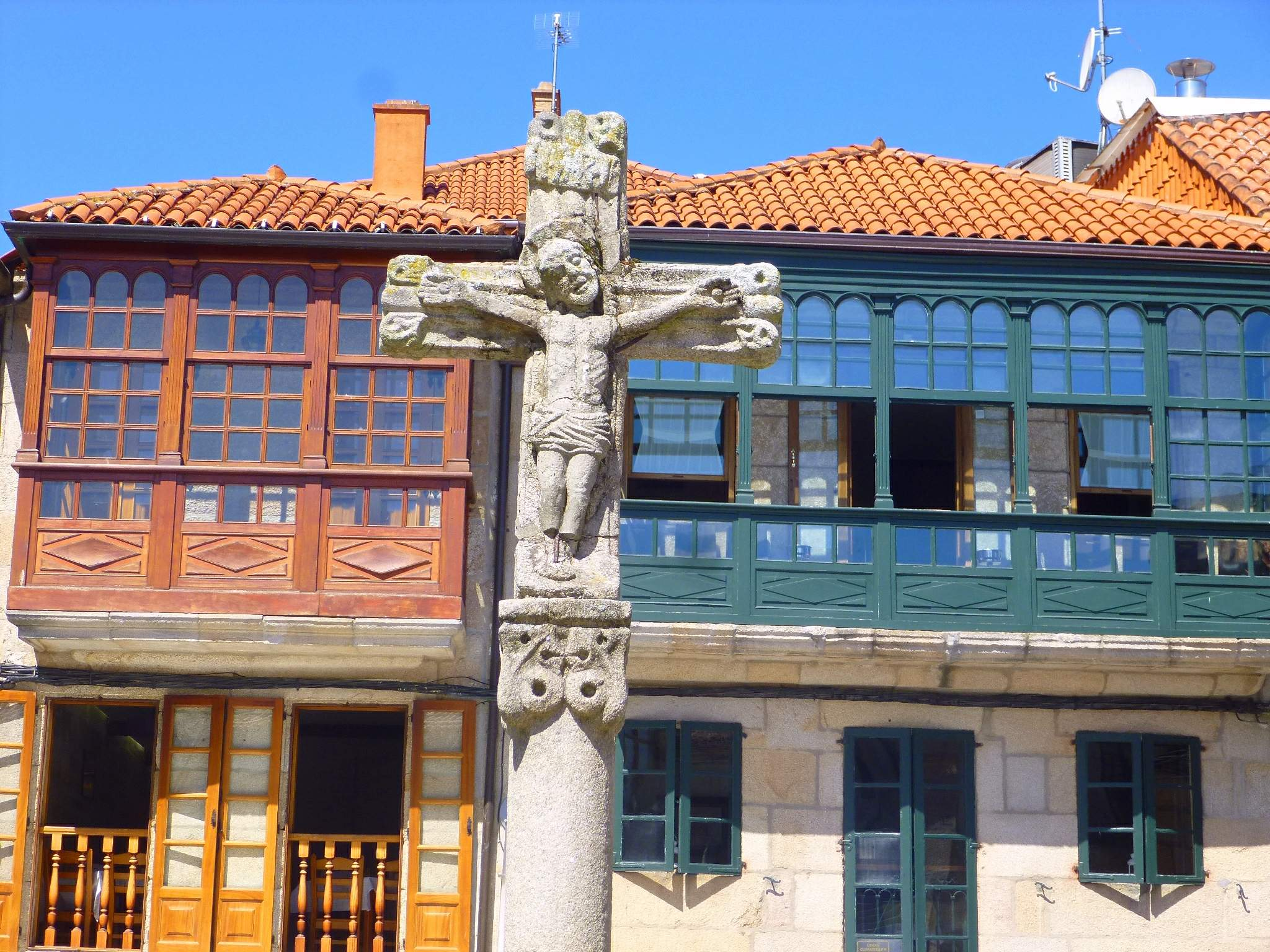
Galerías de madera
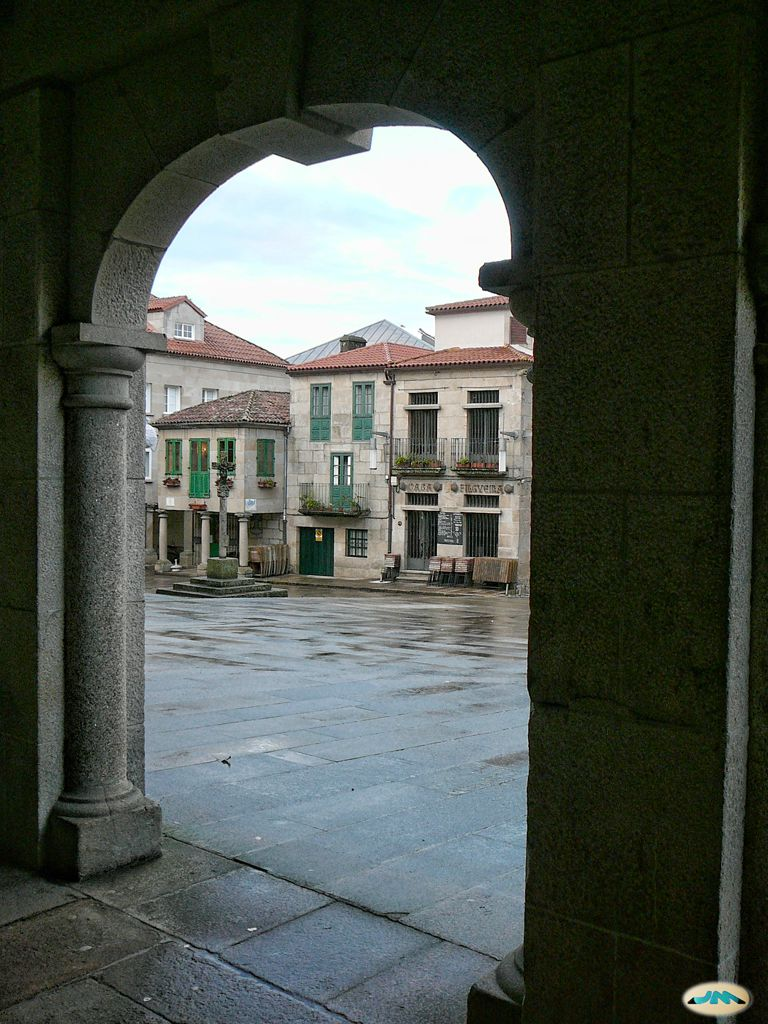
Soportales
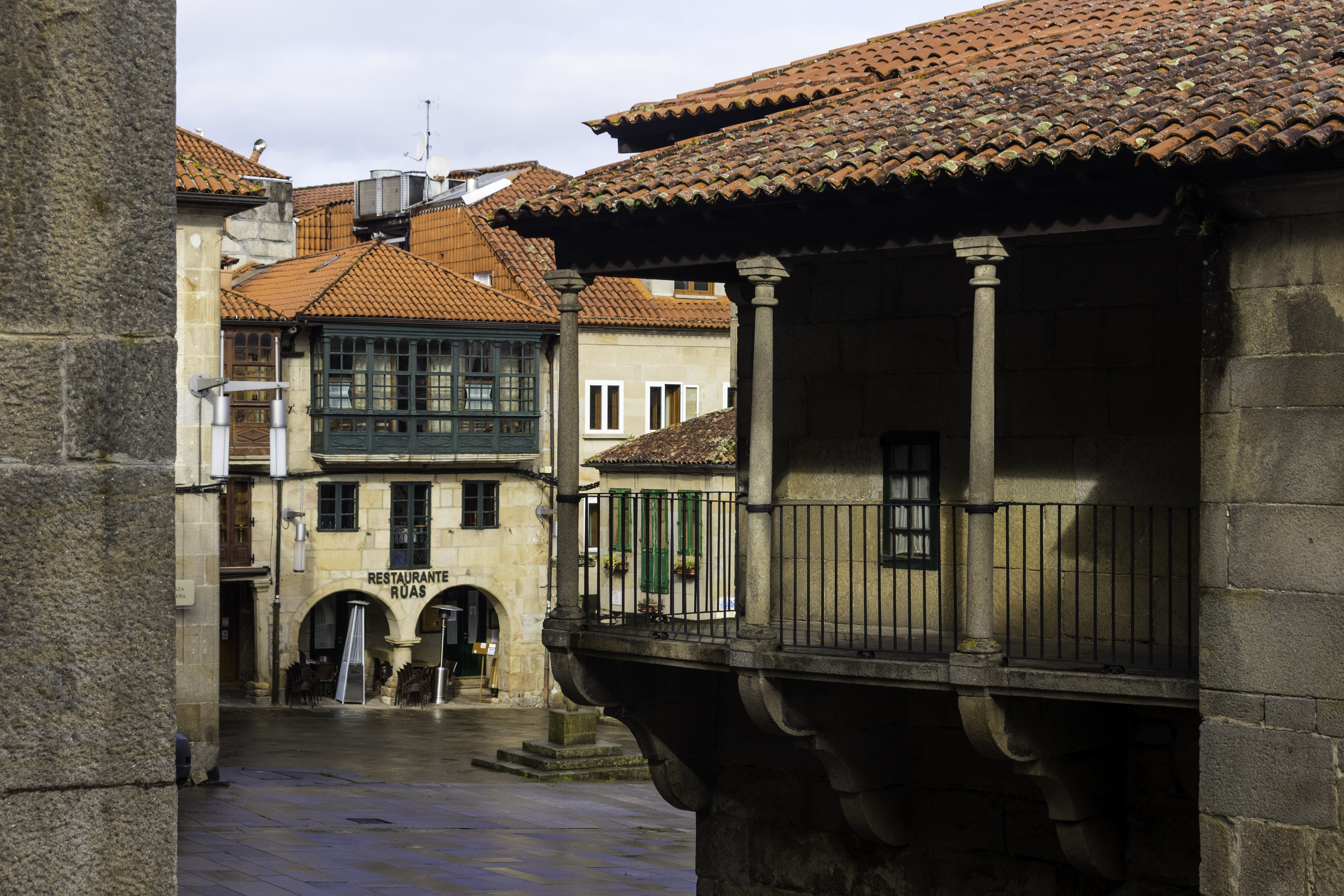
Pazo de Castro Monteagudo
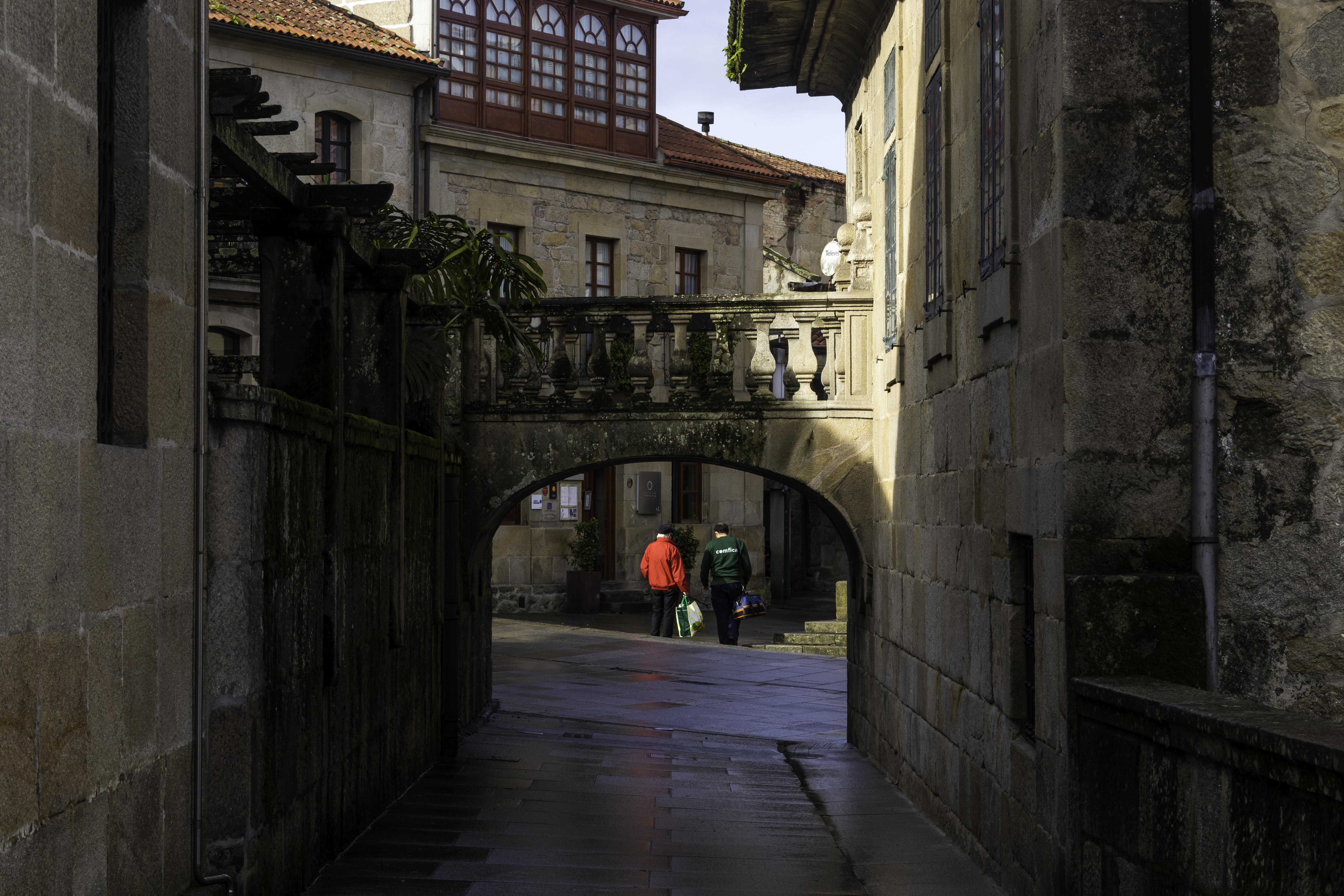
Puente y arco